# NGC 2878
NGC 2878 est une galaxie spirale (lenticulaire ?) située dans la constellation de l'Hydre. NGC 2878 a été découverte par l'astronome allemand Albert Marth en 1864.

## Caractéristiques
Sa vitesse par rapport au fond diffus cosmologique est de 7 618 ± 23 km/s, ce qui correspond à une distance de Hubble de 112,4 ± 7,9 Mpc (∼367 millions d'al).
La classe de luminosité de NGC 2878 est I.